# Czamowie (Albańczycy)
Czamowie – jeden z etnosów albańskich (toskijski) zamieszkujący Czamerię. Posługują się dialektem toskijskim, są muzułmanami.

## Historia
W wyniku II wojny bałkańskiej Czameria niemal w całości przypadła Grecji w 1913 roku. Czamowie wobec nacjonalizmu greckiego znaleźli się w trudnej sytuacji politycznej. Grecja nie uznawała ani Albańczyków jako narodu ani też państwowości Albanii. Ostatecznie uznała niepodległość Albanii dopiero w 1922 roku, natomiast nie zrezygnowała z roszczeń terytorialnych obejmujących południowa Albanię. 
Po zakończeniu I wojny światowej oraz pozostałych wojen na Bałkanach, kilkanaście tysięcy Czamów zostało przesiedlonych do Turcji w ramach wymiany ludności pomiędzy Grecją a Turcją, pomimo iż Czamowie nie byli i nie są częścią narodu tureckiego (jako jedyne kryterium zastosowano kryterium wyznaniowe). Tak mała liczba przesiedlonych była spowodowana zasadą dobrowolności, która została wyperswadowana stronie greckiej przez włoską dyplomację. Akcję przesiedlania przerwał zamach stanu gen. Pangalosa w czerwcu 1925 roku.
W czasie II wojny światowej po zajęciu Czamerii przez Niemcy Albańczycy oczekiwali przyłączenia tej prowincji do Albanii, do czego jednak nie doszło. Wprawdzie komisarzem na obszar Czamerii został Czam Xhemil Dino, ale podlegał on służbowo władzom wojskowym w Atenach, a nie w Tiranie.
W 2005 roku Czamowie mieszkający w Albanii założyli centroprawicową Partię Sprawiedliwości i Integracji, która podjęła współpracę z Patriotycznym Stowarzyszeniem Czamerii.